# Vertigo Games
Vertigo Games is een Nederlandse ontwikkelaar en uitgever van computer- en VR-spellen. Het bedrijf is opgericht in 2008 en heeft kantoren in Rotterdam, Amsterdam en Los Angeles. Vertigo Games heeft meerdere spellen ontwikkeld, waaronder de Adam's Venture-serie en een aantal populaire VR-spellen, zoals de Arizona Sunshine-serie, After the Fall en Metro Awakening.

## Geschiedenis

### Oprichting enAdam's Venture
Vertigo Games werd in 2008 opgericht in Rotterdam door Richard Stitselaar en Vincent van Brummen. Het bedrijf ontstond uit het faillissement van Coded Illusions van dat jaar, waar Stitselaar ook oprichter van was. Na het faillissement kocht Stitselaar het 3D- en grafisch materiaal van de studio op om die later te gebruiken voor de ontwikkeling van Adam's Venture, een reeks puzzelavonturenspellen. Vanaf de oprichting tot 2013 werkte het bedrijf voornamelijk aan deze computerspellen. De reeks stond bekend om zijn christelijke inslag.
Vertigo Games besloot om in 2015 de intellectuele eigendomsrechten van Adam's Venture te verkopen aan Soedesco om nieuwe kansen voor de franchise te creëren en omdat ze zich meer wilden richten op het ontwikkelen van VR-spellen. Vertigo Games bleef echter betrokken bij de ontwikkeling van de reeks, wat in 2016 resulteerde in de uitgave van Adam's Venture: Origins.

### Eerste VR-spellen
Vertigo Games begon vanaf 2013 met het maken van VR-spellen toen ze een Oculus-bril kochten en het potentieel van virtuele werkelijkheid zagen. Het bedrijf kondigde dat jaar World of Diving aan, een MMO met VR-ondersteuning, en startte een Indiegogo-campagne. De Indiegogo-campagne was onsuccesvol, maar het spel ontving meer belangstelling op Steam Greenlight. Een early access-versie van het spel werd in augustus 2014 uitgebracht op Steam.
In mei 2015 kondigde Vertigo de ontwikkeling van het zombieshooterspel Arizona Sunshine aan. Het spel was succesvol na zijn uitgave in december 2016. In 2020 werd het spel gespeeld door één op de tien VR-gebruikers en was het goed voor 15 tot 20 procent van alle speelminuten in VR-arcadehallen.

### Diversificatie
In juli 2018 lanceerde het bedrijf Vertigo Arcades, gericht op het ondersteunen van VR-ontwikkelaars en VR-arcadehallen. Het biedt de VR Arcade Suite, een content launcher voor VR-titels, en levert technische ondersteuning en hardware.
Daarnaast begon Vertigo Games ook als uitgever van VR-spellen onder de naam Vertigo Publishing. Deze tak van het bedrijf biedt ondersteuning aan VR-ontwikkelaars door middel van financiering en marketing voor hun spellen. Het eerste uitgegeven spel was A Fisherman's Tale, een VR-spel ontwikkeld door Innerspace VR. Zo gaven ze in 2021 ook Unplugged uit, een gitaarspel ontwikkeld door Anotherway en Traffic Jams, een VR-spel ontwikkeld door Little Chicken Game Company waarin spelers als verkeersregelaar aan de slag gaan.

### Overnames
In 2020 werd Vertigo Games overgenomen door Koch Media (hedendaags bekend als Plaion), een dochteronderneming van de Embracer Group. Hoewel Vertigo Games financieel gezond was, beseften de oprichters dat de snel groeiende VR-markt uitdagingen zou bieden voor een onafhankelijke studio. De overname door Koch Media bood de nodige middelen en ondersteuning om competitief te blijven in de VR-industrie. De overname omvatte alle segmenten van Vertigo Games, inclusief de intellectuele eigendomsrechten. De overeenkomst was in totaal 115 miljoen euro waard. Vertigo Games bleef echter opereren als een onafhankelijke ontwikkelaar en uitgever.
Na de overname breidde Vertigo Games in 2021 zijn activiteiten verder uit door Force Field over te nemen, een andere Nederlandse VR-spelontwikkelaar gevestigd in Amsterdam. Deze studio werd hernoemd naar Vertigo Studios Amsterdam, waarbij Arthur Houtman, de voormalige CEO van Force Field, werd aangesteld als managing director van het bedrijf tot zijn overlijden in 2022.
In februari 2021 nam Vertigo Games ook SpringboardVR over, een leverancier van VR-locatiediensten. Hoewel de merknaam SpringboardVR behouden bleef, gingen enkele medewerkers over naar Vertigo Games. De oprichters van SpringboardVR richtten vervolgens het nieuwe bedrijf ArborXR op, dat zich richt op het beheer van XR-apparaten en -inhoud voor bedrijven. Op 1 februari 2025 verkocht Vertigo Games SpringboardVR aan concurrent SynthesisVR.

### Recente ontwikkelingen
In november 2021 bracht Vertigo Games de co-op-zombieshooter After the Fall uit. Het spel speelt zich af in een post-apocalyptisch Los Angeles in de jaren 80, bedekt met ijs. Het spel  richt zich op multiplayer-ervaringen en ondersteunt tot 32 spelers in groepen van vier, met cross-platform functionaliteit.
In oktober 2023 bracht Vertigo Games een VR-remake van The 7th Guest uit. In december van dat jaar volgde het bedrijf met een vervolg op Arizona Sunshine.
In februari 2024 kondigde Vertigo Games Metro Awakening aan, een VR-spel die zich afspeelt in het Metro-universum als prequel op Metro 2033, met een setting in een post-apocalyptisch Moskou in 2028. Het spel werd gemaakt in samenwerking met uitgever Deep Silver en computerspelontwikkelaar 4A Games. Het verhaal van het spel werd geschreven door Dmitry Glukhovsky, de oorspronkelijke auteur van de Metro-serie. Metro: Awakening werd uitgebracht op 7 november 2024.
In augustus 2024 kondigde het bedrijf een remake aan van de originele Arizona Sunshine. De remake bevat verbeterde graphics, gameplay en een co-op-modus. Het spel werd uitgebracht op 17 oktober 2024.

## Ontwikkelde spellen en DLC
| Jaar | Titel                                                       | Uitgever(s)         | Samenwerking | Platform                         |
| ---- | ----------------------------------------------------------- | ------------------- | --- | -------------------------------- |
| 2009 | Adam's Venture: Episode 1 - The Search For The Lost Garden  | Iceberg Interactive | — | Windows                          |
| 2011 | Adam's Venture: Episode 2 - Solomon's Secret                | Iceberg Interactive | — | Windows                          |
| 2012 | Adam's Venture: Episode 3 - Revelations                     | Iceberg Interactive | — | Windows                          |
| 2013 | Adam's Venture Trilogy                                      | Iceberg Interactive | — | Windows                          |
| 2014 | World of Diving                                             | Eigen beheer        | — | Windows, macOS, Linux            |
| 2014 | The Perils of Man                                           | Eigen beheer        | IF Games | Windows, macOS, Linux, iOS       |
| 2015 | Adam's Venture: Chronicles                                  | Soedesco            | — | Windows, PlayStation 3           |
| 2016 | N.E.R.O.: Nothing Ever Remains Obscure (PlayStation 4-port) | Soedesco            | Storm in a Teacup | PlayStation 4                    |
| 2016 | Adam's Venture: Origins                                     | Soedesco            | — | Windows, PlayStation 4, Xbox One |
| 2016 | Arizona Sunshine                                            | Eigen beheer        | Jaywalkers Interactive                                                                                                   | Windows, Windows Apps            |
| 2017 | Arizona Sunshine                                            | Eigen beheer        | Jaywalkers Interactive                                                                                                   | Windows Apps, PlayStation 4      |
| 2017 | Skyworld                                                    | Eigen beheer        | Wolfdog Interactive | Windows                          |
| 2018 | Anne Frank House VR                                         | Eigen beheer        | Knucklehead Studios | Windows, Quest                   |
| 2018 | Arizona Sunshine - Dead Man DLC                             | Eigen beheer        | Jaywalkers Interactive                                                                                                   | Windows, Quest, PlayStation 4    |
| 2019 | Arizona Sunshine                                            | Eigen beheer        | Jaywalkers Interactive, Keywords Studios                                                                                 | Quest                            |
| 2019 | Arizona Sunshine - The Damned DLC                           | Eigen beheer        | Jaywalkers Interactive                                                                                                   | Windows, Quest, PlayStation 4    |
| 2019 | Skyworld                                                    | Eigen beheer        | Wolfdog Interactive | PlayStation 4                    |
| 2019 | Skyworld: Kingdom Brawl                                     | Eigen beheer        | — | Windows, Quest                   |
| 2020 | Adam's Venture: Origins                                     | Soedesco            | — | Nintendo Switch                  |
| 2020 | Arizona Sunshine: Deluxe Edition                            | Eigen beheer        | — | Windows, PlayStation 4           |
| 2021 | After the Fall                                              | Eigen beheer        | — | Windows, PlayStation 4           |
| 2023 | The 7th Guest VR                                            | Eigen beheer        | Trilobyte, ExKee, MelonadeFX, Infinity Interactive, 4DR Studios, Arcturus Studios, Meta, Universally Speaking, Localsoft | Windows, Quest, PlayStation 5    |
| 2023 | Arizona Sunshine 2                                          | Eigen beheer        | Infinity Interactive, Original Force, Localsoft                                                                          | Windows, Quest, PlayStation 5    |
| 2024 | Arizona Sunshine Remake                                     | Eigen beheer        | — |                                  |
| 2024 | Metro Awakening                                             | Eigen beheer        | 4A Games, Deep Silver | Windows, Quest, PlayStation 5    |

## Uitgegeven spellen
| Jaar | Titel                                 | Ontwikkelaar                | Samenwerking                | Platform                      |
| ---- | ------------------------------------- | --------------------------- | --------------------------- | ----------------------------- |
| 2019 | A Fisherman's Tale                    | Innerspace VR               | ARTE France                 | Windows, Quest, PlayStation 4 |
| 2019 | Chained: A Victorian Nightmare        | MWM Interactive             | —                           | Windows, Quest, Vive          |
| 2020 | The Wizards: Dark Times - Brotherhood | Carbon Studio               | —                           | Windows, Vive                 |
| 2021 | Maskmaker                             | Innerspace VR               | —                           | Windows, Quest, PlayStation 4 |
| 2021 | Traffic Jams                          | Little Chicken Game Company | —                           | Windows, PlayStation 4        |
| 2021 | Unplugged                             | Anotherway                  | —                           | Windows, Quest                |
| 2021 | The Wizards: Dark Times - Brotherhood | Carbon Studio               | —                           | Quest                         |
| 2023 | A Fisherman's Tale                    | Innerspace VR               | ARTE France                 | PlayStation 5                 |
| 2023 | Another Fisherman's Tale              | Innerspace VR               | Localsoft, Keywords Studios | Windows, Quest, PlayStation 5 |
| 2023 | PathCraft                             | Devil Cow Studios           | —                           | Quest                         |
| 2023 | Toss!                                 | Agera Games                 | —                           | Windows, Quest, PlayStation 5 |
| 2023 | Hellsweeper VR                        | Mixed Realms                | —                           | Windows, Quest, PlayStation 5 |
| 2024 | The Wizards: Dark Times - Brotherhood | Carbon Studio               | —                           | PlayStation 5                 |

## Erkenning
Vertigo Games heeft verschillende prijzen en nominaties ontvangen voor hun werk. Zo won de studio de prijs voor 'Best Virtual Reality Game' bij de Dutch Game Awards 2017 voor hun spel Arizona Sunshine. De locatie-gebaseerde versie van dit spel won in 2018 ook een zilveren Halo in de categorie 'Location Based' bij de Halo Awards.
Andere computerspellen van Vertigo Games hebben ook erkenning gekregen. Adam's Venture werd genomineerd voor de IndieDB.com Top 100 Indie of the Year Award 2010 en Anne Frank House VR van Vertigo Studios Amsterdam won in 2018 een gouden Halo in de categorie 'Non-fiction' en een bronzen Halo in de categorie 'Cinematic' bij de Halo Awards. Ook ontvingen ze de 'Best Studio Award' bij de Dutch Game Awards van 2021. In 2024 werd Metro Awakening genomineerd in de categorie 'Best VR/AR' tijdens The Game Awards.